# Dálnice 85 (Izrael)
Dálnice 85, přesněji spíš Silnice 85 (hebrejsky: 85 כביש, Kviš 85) je silniční spojení nikoliv dálničního typu (jen v západním úseku Akko-Karmi'el vícečetné jízdní pruhy, absence mimoúrovňových křižovatek) v severním Izraeli, o délce 47 kilometrů.

## Trasa silnice
Začíná v centru města Akko nedaleko břehu Středozemního moře jako ulice Ben Ami. Pak směřuje k východu skrz zemědělsky intenzivně využívanou pobřežní nížinu. Poblíž vesnice Achihud vstupuje do pahorků na pomezí Dolní a Holní Galileji. Pak prochází hustě osídleným údolím Bejt ha-Kerem se shlukem měst jako Karmi'el, Madžd al-Krum nebo Sadžur. Protíná menší údolí Chananija a vede přes údolí vodního toku Nachal Amud. Končí pak na svazích nedaleko seveozápadního okraje Galilejského jezera, kde ústí do severojižní dálnice číslo 90.
Východní úsek silnice (východně od křižovatky Chalfata) je trasován zcela nově v 80. letech 20. století. Do té doby vedl historickou trasou přes Safed. Silnice proto bývá někdy stále nazývána Silnice Akko-Safed (כביש עכו-צפת, Kviš Akko-Cfat). Ke změnám v trasování silnice došlo i v okolí měst Madžd al-Krum a Rama, kde byly původní průtahy zastavěným územím obce nahrazeny obchvaty.